# Birmingham
 Ovo je glavno značenje pojma Birmingham. Za druga značenja pogledajte Birmingham (razdvojba).
Birmingham je drugi grad po broju stanovnika u Ujedinjenom Kraljevstvu i ekonomski stožer središnje Engleske (Midlands). Zajedno s predgrađima tvori golem urbani kompleks u kojemu su smještena metalurgijska i strojograđevna postrojenja. Njima se pridružio cijeli niz postrojenja lake industrije (kemijska, prehrambena, tekstilna), te tercijarne djelatnosti.

## Sport
- Aston Villa F.C.
- Birmingham City F.C.

## Gradovi prijatelji
- Chicago, Illinois, SAD
- Frankfurt na Majni, Njemačka
- Guangzhou, Kina
- Johannesburg, JAR
- Leipzig, Njemačka
- Nanjing, Kina
- Lyon, Francuska
- Milano, Italija
- Mirpur, Pakistan